# Halfdan Gyth Dehli

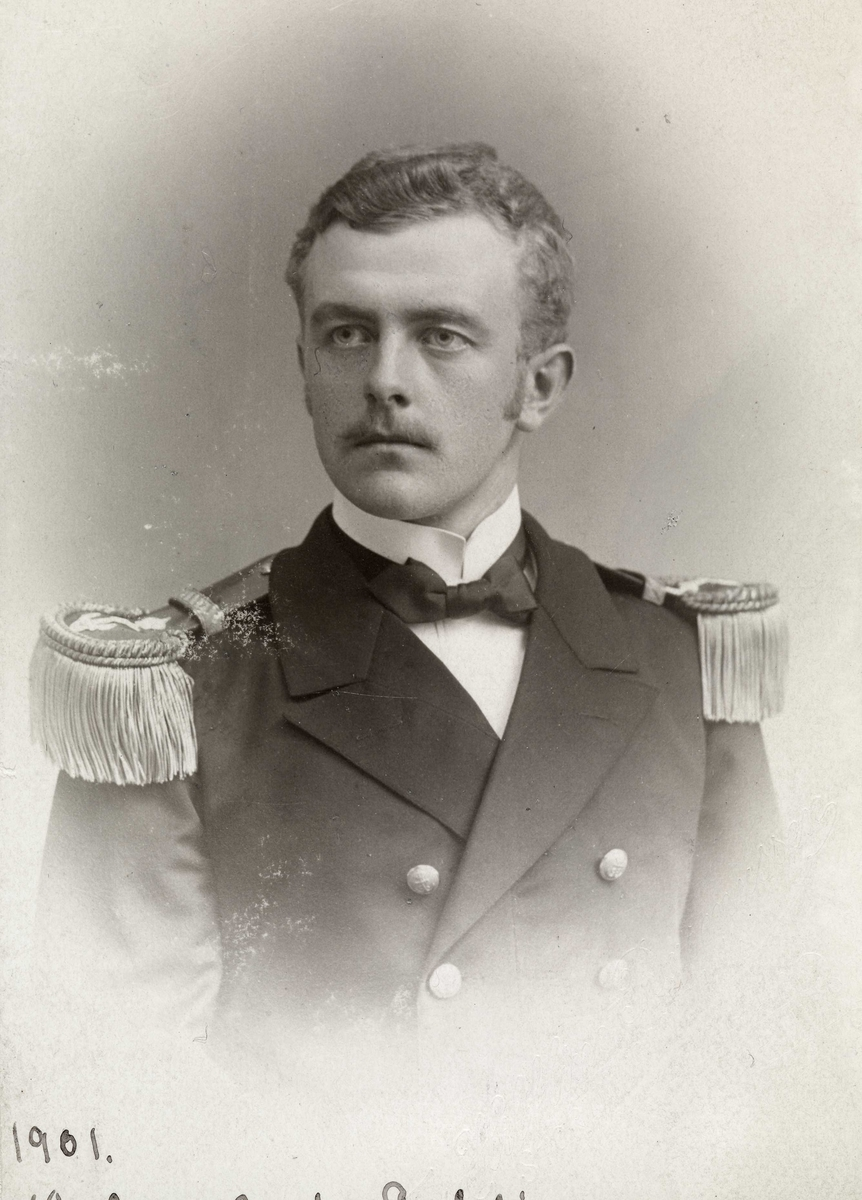
Halfdan Gyth Dehli

Halfdan Gyth Dehli (* 15. Juni 1881; † 22. August 1963) war ein norwegischer Offizier und Luftfahrtpionier.

## Leben
Halfdan Gyth Dehli war der Sohn des Juristen und Politikers Ole Dehli und seiner Ehefrau Maria Dehli, einer norwegischen Frauenrechtlerin. Nachdem er 1901 Marineoffizier geworden war, absolvierte er 1903 die Marineakademie. 1904 wurde er Oberleutnant und 1911 Kapitän. Mit dem Dragonerleutnant Andvord nahm er am 29. Februar 1912 im Heißluftballon Norge an einem Wettbewerb teil, bei dem es darum ging, die 55 Kilometer von Bislett zurückzulegen und so nah wie möglich am Eidsvollsbygningen zu landen – einem historischen Gebäude in Eidsvoll in der Provinz Akershus. Es gab über zehn Reisen. Anschließend wollte er Luftfahrtingenieur werden und erhielt 1912 eine Pilotenlizenz an der École supérieure d’aéronautique et de constructions mécaniques in Paris. Am 27. September 1912 flog er mit einer Maurice Farman III von Kjeller nach Horten.
Zusammen mit Thomas Juel Thommessen, der seine Lizenz in Deutschland erworben hatte, war er der erste ausgebildete Pilot des Landes. Beide begannen im Sommer 1913 beim Flying Corps der Marine und leiteten von 1916 bis 1917 die neu gegründete Navy Flying School. Von 1916 bis 1918 leitete er die Marine-Flugbootfabrik Marinens flyvebaatfabrikk und konstruierte dort die ersten Flugzeuge. Die Stelle des Fabrikleiters übernahm 1918 Hjalmar Riiser-Larsen; Halfdan Gyth Dehli war von 1918 bis 1923 technischer Direktor der Det Norske Luftfartsrederi, wo Wilhelm Keilhau Direktor war. Sie betrieben von 1920 bis 1923 eine Route zwischen Kristiania und Haugesund. Danach war er Landwirt in Stange und später in Lillehammer. Während des Zweiten Weltkriegs wurde er im Januar 1942 für eine Woche verhaftet.

## Veröffentlichungen (Auswahl)
- Halfdan Gyth Dehli (1910): Luftskibes og aeroplaners anvendelse under militære operationer. Norsk militært tidsskrift, 11/1910, S. 666–668. [Der Einsatz von Luftschiffen und Flugzeugen bei militärischen Operationen. In: Norwegisches Militärjournal, 11/1910.]